# ZTE Aréna
ZTE Aréna – stadion znajdujący się w Zalaegerszegu na Węgrzech. Mecze rozgrywa na nim piłkarska drużyna Zalaegerszegi TE.

## Historia
W 2002 roku rząd Węgier oraz miasto Zalaegerszeg podarowały prawie półtora miliarda forintów na budowę nowego stadionu w Zalaegerszeg. Stadion został wybudowany w 2003 roku. W 2008 roku zamknięto północną trybunę. Obecnie obiekt ma 9500 miejsc, z czego 9000 to miejsca siedzące.